# Interkontinentale christliche Gemeinschaft für Menschen mit gesundheitlichen Nachteilen
Die Interkontinentale christliche Gemeinschaft für Menschen mit gesundheitlichen Nachteilen (en.: Intercontinental Christian Fraternity of the Chronic Sick and Physically Disabled, fr.:  Fraternité Chrétienne Intercontinentale des Personnes Malades Chroniques et Handicapées Physiques, Abkürzung: FCIPMH), auch als „Fraternität der Menschen mit Behinderung“ oder in seiner Kurzform „Frater“ bekannt, wurde 1945 in Frankreich gegründet. Sie ist eine vom Heiligen Stuhl anerkannte Vereinigung von Gläubigen in der römisch-katholischen Kirche und hat weltweit 35 Gemeinschaften als Vollmitglieder und unterhält zu 21 Organisationen Kontakte.

## Geschichte
1945 gruppierte sich um Pater Henri François (1897–1986), einem Krankenseelsorger und Krankenhauskaplan, eine Gemeinschaft von behinderten Menschen. Sie baten darum eine Solidargemeinschaft zu bilden, in der sie sich gegenseitig helfen konnten, aber auch Hilfe erhielten. Die erste Gruppe etablierte sich in der Diözese Verdun (Frankreich) während einer geistlichen Feier in Benoite-Vaux bei Verdun, sie nannte sich „Fraternité Cathlique des Infirmité“, am Gründungsgottesdienst nahmen ungefähr 100 Personen teil. 1949 nahmen bereits aus mehreren französischen Diözesen Behinderte an der ersten Studientagung teil. 1950 versammelte man sich in Lourdes, 1952 erhält die Bruderschaft von der Versammlung der Kardinäle und Erzbischöfe von Frankreich die bischöfliche Anerkennung und gründete den ersten nationalen Rat. 1956 weitet sich die Gemeinschaft auf Belgien und Spanien aus und 1957 folgt Deutschland.
1960 erfolgte die Gründung der Internationalen Fraternität der Menschen mit Behinderung und hält ihre erste Internationale Konferenz in Bury (Frankreich) ab, Teilnehmer waren Frankreich, Deutschland, Belgien und die Schweiz. Internationale Treffen erfolgten nun 1961 in Trier, 1963 in Fribourg (Schweiz), 1965 in Barcelona, 1966 in Straßburg, 1968 in Argenteuil (Frankreich). Die zweite Internationale Konferenz wurde 1972 in Rom abgehalten, insgesamt 380 Mitglieder wurden von Papst Paul VI. (1963–1978) in einer Audienz empfangen. Die Gemeinschaft nahm den Namen „Katholischer Bruderschaft der Kranken und Behinderten“ und begrüßte Teilnehmer aus Deutschland, Österreich, Belgien, Spanien, Frankreich, den Niederlanden, Italien, Madagaskar, Peru, der Schweiz, Jugoslawien und Portugal. 1975 schlossen die Fraternität und der Päpstliche Rat für die Laien ein Übereinkommen zur Zusammenarbeit ab. Zwischen 1975 und 1985 schlossen sich die nationalen und interkontinentalen Vereinigungen zusammen und organisierten eigenständige Veranstaltungen in Form von Konferenzen und Studientagen. 1985 feierte die Fraternität ihr 40-jähriges Bestehen und seit 1992 entsendet das Internationale Komitee einen Delegierten zum Päpstlichen Rat für die Pastoral im Krankendienst. Am 11. Februar 1995 erhielt die Vereinigung das Anerkennungsdekret vom Päpstlichen Rat für die Laien als eine internationale Vereinigung von Gläubigen päpstlichen Rechts. Mit der überarbeiteten Satzung und der Genehmigung durch den Heiligen Stuhl im Jahre 2006 führt die Organisation den Namen „Interkontinentale christliche Gemeinschaft für Menschen mit gesundheitlichen Nachteilen“.

## Selbstverständnis
Das Hauptaugenmerk von Frater ist die gegenseitige Unterstützung und Hilfe von chronisch kranken Menschen und Menschen mit Behinderung. Sie dient der Stärkung des Selbstvertrauens und soll zur Überwindung sozialer und finanzieller Nachteile beitragen. Zu diesem Zweck werden gegenseitige Besuche, Briefpartnerschaften und telefonische Kontakte vermittelt. Es werden regelmäßige religionsübergreifende Treffen, Ausflüge und Reisen angeboten. Zur öffentlichen Darstellung bezieht die christlich ökumenische Organisation Stellung zur Situation der Behinderten in der Gesellschaft, sie erarbeitet spezifische Aufgabenkataloge und stellt ihre Forderungen in der Öffentlichkeit dar. Ihr zentrales Anliegen ist die Evangelisierung und die seelsorgerische Betreuung von kranken und behinderten Menschen.

## Organisation und Ausweitung

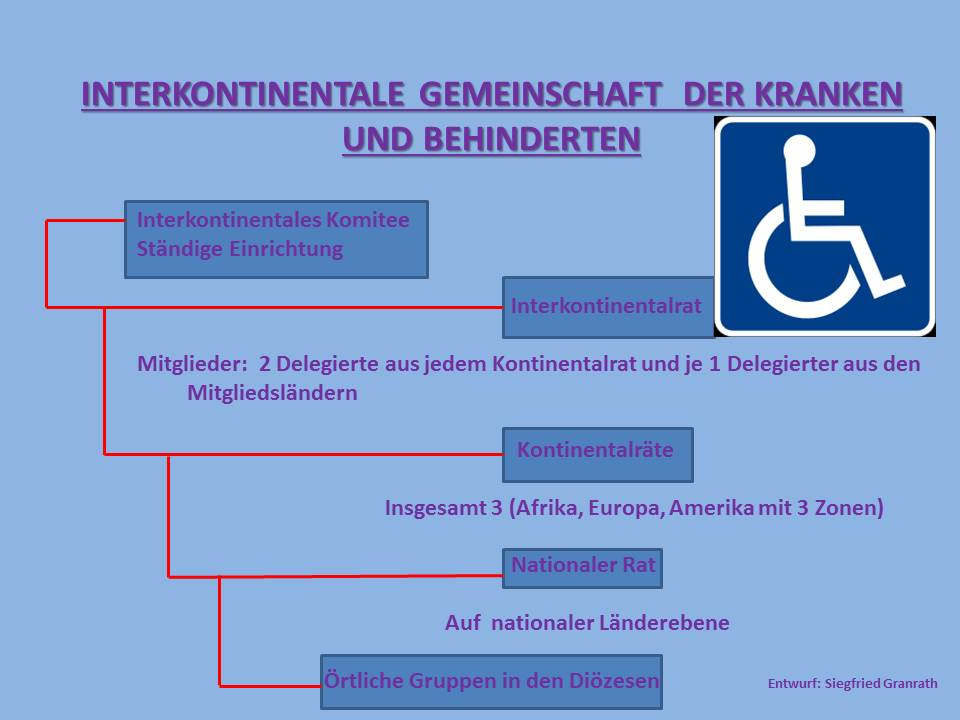
Organigramm der Fraternität der Menschen mit Behinderung

Die Führungs- und Leitungsgremien sind das „Interkontinentale Kernkomitee“, der „Interkontinentale Rat“, die „Nationalräte“ und die „Diözesangruppen“. Das Internationale Kernkomitee ist eine ständige Einrichtung und ist für das gesamte Geschehen der interkontinentalen Vereinigungen verantwortlich. Es hat derzeit seinen Hauptsitz in Grao de Castellón (Spanien). In ihm sind die Mitglieder des Interkontinentalen Rates mit je einem Vertreter aus jedem Mitgliedsland, den Leitern der kontinentalen Räte, dem interkontinentalen Berater sowie einem Stellvertreter vertreten. Es trifft sich jährlich einmal und bereitet die Weltkongresse vor, die alle 4 bis 5 Jahre durchgeführt werden. Zu den Interkontinentalen Räten gehören Afrika, Europa und der Interkontinentale Rat Amerika. Amerika ist in 3 Regionen aufgeteilt: Region I besteht aus Zentralamerika und der Karibik, die Region II umfasst die Andenländern und die Region III wird durch Brasilien und repräsentiert. Zur interkontinentalen Fraternität zählen 35 Vollmitglieder und 21 Kontaktmitglieder, die weltweit verteilt sind. Deutschland ist mit dem Dachverband „fraternität der Menschen mit Behinderung in Deutschland“ der aus 36 Diözesangruppen besteht vertreten. Zu den Werken der Interkontinentalen Organisation gehören Erholungs- und Rehaeinrichtungen in Frankreich, Belgien, Brasilien und Spanien.